# Symmetriegroep
In de groepentheorie is de symmetriegroep van een object in een, twee of drie dimensies de groep van zijn symmetriën. Een symmetrie is een afbeelding die het object op zichzelf afbeeldt, invariant laat, en daarbij de afstanden behoudt, dus altijd een isometrie. De bewerking in de groep is de samenstelling van afbeeldingen. Als object komen zeer algemeen niet alleen concrete objecten, zoals voorwerpen, gebouwen en dergelijke in aanmerking, maar vooral wiskundige concepten als meetkundige figuren en patronen.
De symmetriegroep is een isometriegroep, dus een ondergroep van de euclidische groep. Deze moet worden onderscheiden van de abstracte groep: verschillende symmetriegroepen kunnen als abstracte groep gelijk zijn. Dit wordt ook aangeduid met het hebben van dezelfde abstracte of dezelfde algebraïsche structuur.
Men kan zich een voorstelling maken van een symmetriegroep door de symmetrieën na te gaan van een concrete tweedimensionale figuur of een driedimensionaal lichaam. Soms kan men hetzelfde object gebruiken voor het beschrijven van meer symmetrieën, door verschillende kleuringen van het object te onderscheiden. Zo bestaat bijvoorbeeld de symmetriegroep van een gelijkzijdige driehoek in het platte vlak uit de identiteit, de rotaties om het zwaartepunt over 120° en 240°, en de spiegelingen om de hoogtelijnen.

## Inkleuren
Neem als voorbeeld een driedimensionaal lichaam, dat mogelijk al door kleuren is gemerkt. Markeer het lichaam nog meer, maar zodat  ieder tweetal punten met oorspronkelijk verschillende kleuren, hierna nog steeds verschillende kleuren heeft. De symmetriegroep van het lichaam na deze extra kleuring is een ondergroep van die van het lichaam voordat het werd gekleurd. Voor een zwart-wittekening op een vlak, zoals een tekening in zwart op een wit vlak, is de genoemde voldoende voorwaarde bijvoorbeeld vervuld als sommige witte delen rood worden en sommige andere blauw, en sommige zwarte delen groen worden. Als daarentegen bijvoorbeeld een zwart-wittekening wordt gewijzigd door er iets bij te tekenen dan kan de symmetrie ook toenemen, zo heeft een vlak met de letter F erop geen symmetrie, maar wel nadat het spiegelbeeld, dat mag even groot, op een willekeurige plaats en in een willekeurige stand, erbij wordt getekend.
Voor de symmetrie is van de inkleuring alleen van belang de daarmee bepaalde partitie van een euclidische ruimte of deelverzameling daarvan. De achtergrond kan al of niet als element van de partitie worden meegenomen. Dit maakt alleen verschil voor de symmetriegroep als de dimensie van een object kleiner is dan die van zijn achtergrond, bijvoorbeeld een lijnstuk in een vlak. Een nadere inkleuring komt neer op een nesting van de partitie (een nadere onderverdeling in meer delen). In 3D is de "achtergrond" net als in 2D de rest van de ruimte. Als het gaat om zichtbare aspecten van een object in 3D gaat het om de vorm, en om de kleuren van het oppervlak, inclusief de vormen van wat met die kleuren op het oppervlak is geschilderd/getekend/geschreven.

## Chiraliteit
Isometrieën kunnen worden onderscheiden in die zonder en die met verandering van oriëntatie. Verandering van oriëntatie vindt plaats:
- in één dimensie bij spiegeling in een punt
- in twee dimensies bij spiegeling in een lijn, inclusief glijspiegeling
- in drie dimensies bij spiegeling in een vlak, inclusief glijspiegeling en draaispiegeling

Puntspiegeling in twee dimensies valt hier niet onder.
Een symmetriegroep bevat óf alleen isometrieën zonder verandering van oriëntatie (zo'n symmetriegroep en figuren/objecten met zo'n symmetriegroep heten chiraal), óf zowel met als zonder. In het laatste geval vormen de isometrieën zonder verandering van oriëntatie een subgroep: de chirale versie van de symmetriegroep, corresponderend met de chirale versie van de betreffende symmetrie.
Als de positie en stand van spiegels buiten beschouwing gelaten wordt zijn alle eindige chirale symmetriegroepen in één dimensie en twee dimensies de chirale versie van precies één achirale symmetriegroep, maar in drie dimensies zijn alle eindige chirale symmetriegroepen de chirale versie van meerdere achirale symmetriegroepen, behalve bij octahedrale en icosahedrale symmetrie (zie onder). Ook zijn alle chirale strookpatroongroepen de chirale versie van meerdere achirale symmetriegroepen. Van de chirale behangpatroongroepen is alleen p6 de chirale versie van maar één achirale symmetriegroep.
In drie dimensies is elke eindige chirale symmetriegroep de chirale versie van precies één achirale symmetriegroep die {\displaystyle C_{i}} (de groep voortgebracht door puntspiegeling) bevat, namelijk de directe som van die chirale symmetriegroep en {\displaystyle C_{i}}.
In drie dimensies is ook elke translatiegroep de chirale versie van precies één achirale symmetriegroep die {\displaystyle C_{i}} bevat, die ook gevormd door toevoeging van de combinaties van een translatie en de inverse, alleen commuteren die niet. Iets dergelijks kan ook gelden bij andere chirale symmetriegroepen, maar dan met dien verstande dat het gaat om de inversie t.o.v. een geschikt punt, bijvoorbeeld op een rotatie-as.

## Groepsstructuur
Soms heeft een symmetriegroep {\displaystyle S} twee subgroepen {\displaystyle G} en {\displaystyle H} met de volgende eigenschappen:
- {\displaystyle G} en {\displaystyle H} hebben alleen de identieke functie gemeenschappelijk.
- Ieder element van {\displaystyle s\in S} kan geschreven worden als {\displaystyle s=gh} met {\displaystyle g\in G} en {\displaystyle h\in H}.
- Voor alle {\displaystyle g\in G} en {\displaystyle h\in H} geldt {\displaystyle gh=hg}.

Ieder element {\displaystyle s\in S} kan dan op precies één manier geschreven worden als {\displaystyle s=gh} met {\displaystyle g\in G} en {\displaystyle h\in H}. De groepsoperatie van {\displaystyle S} kan teruggebracht worden tot die binnen {\displaystyle G} en {\displaystyle H}: {\displaystyle (g_{1}h_{1})(g_{2}h_{2})=(g_{1}g_{2})(h_{1}h_{2})}.
In één dimensie, twee dimensies en drie dimensies kan bijvoorbeeld {\displaystyle H} de groep zijn voortgebracht door inversie, en {\displaystyle G} een groep die de inversie niet bevat. In drie dimensies is een ander voorbeeld: {\displaystyle G} bestaat uit rotaties om een as en eventueel spiegelingen om vlakken door die as, en {\displaystyle H} wordt voortgebracht door spiegeling in een vlak loodrecht op de as.
Een en ander kan de structuur van de symmetriegroep verduidelijken; hieronder wordt de notatie {\displaystyle S=G\oplus H} gebruikt. Een gevolg van deze relatie (niet hetzelfde!) is dat de algebraïsche structuur van {\displaystyle S} het product is van die van {\displaystyle G} en die van {\displaystyle H}. Ter onderscheiding wordt daarbij het teken {\displaystyle \times } gebruikt.

## Gelijkstelling van symmetriegroepen
Bij de indeling van symmetriegroepen in één dimensie, twee dimensies en drie dimensies is een eerste vereenvoudiging om ze te beschouwen "afgezien van translatie en rotatie". Bij een verplaatsbaar fysiek object (star lichaam) is dit des te meer voor de hand liggend omdat de positie of stand van het fysieke object eigenlijk geen eigenschappen zijn van het object zelf. In één dimensie is er geen rotatie, in twee dimensies is er alleen rotatie in het vlak.
Als object B uit A ontstaat door een directe isometrie dan zijn hun symmetriegroepen geconjugeerde subgroepen van de euclidische groep, dat wil zeggen dat de precieze symmetriegroep van B verkregen wordt uit die van A door de directe isometrie {\displaystyle d} toe te passen op de eventuele spiegelvlakken en rotatieassen (inclusief die van schroefdraaiing en draaispiegeling), en de translatievectoren. Verder geldt dat als {\displaystyle s} een symmetrie van A is, {\displaystyle d^{-1}sd} de bijbehorende symmetrie van B is.
Als het gaat om bijvoorbeeld de symmetrie van een vierkante kleurenplaat dan zijn de symmetrie met spiegels evenwijdig aan de zijden (s2As) en die met diagonale spiegels (s2Diag) niet geconjugeerd als subgroepen van de symmetriegroep van het vierkant als ruimte, maar wel als subgroepen van de symmetriegroep van het hele vlak, de omliggende-cirkelschijf of de omliggende achthoek ({\displaystyle D_{4}}).
Ook bij deze gelijkstelling kunnen verschillende symmetriegroepen, zelfs een chirale en een achirale, nog algebraïsch gelijk zijn.
Een verdere gelijkstelling van symmetriegroepen is om ze te beschouwen "afgezien van uniforme verschaling". Bij eindige symmetriegroepen is dit niet aan de orde omdat bij uniforme verschaling van een object ten opzichte van een gegeven punt de meetkundige symmetriegroep exact gelijk blijft, maar wel als er translaties en/of glijspiegelingen tot symmetriegroepen behoren. Deze verdere gelijkstelling ligt voor de hand omdat de structuur van de meetkundige symmetriegroep niet verandert.
Met deze gelijkstelling zijn er zeven strookpatroongroepen.
Het geheel van symmetrie van een tweedimensionaal patroon met minstens translatiesymmetrie in twee richtingen kan worden ingedeeld in 17 categorieën, de behangpatroongroepen. Binnen een categorie kunnen parameters variëren, maar is het geheel van symmetrie in essentie hetzelfde. De hiervoor genoemde categorieën zijn bij acht hogere soorten symmetrie steeds een eigen behangpatroongroep, terwijl de overige negen behangpatroongroepen ook na de gelijkstellingen nog steeds categorieën van meerdere symmetriegroepen zijn. Het zijn de gevallen met hoogstens rotatiesymmetrie van orde 2, omdat daarbij de lengteverhouding tussen de translatievectoren en/of de hoek ertussen niet vastligt.

## Eindige symmetriegroepen
Een achirale symmetriegroep bevat evenveel chirale als achirale elementen.
Men kan een object dat qua vorm een bepaalde symmetrie heeft beschilderen (bijvoorbeeld in het geval van een veelvlak door de zijvlakken te kleuren of te nummeren) zodanig dat er geen symmetrie meer is. Elke stand van het object waarin het dezelfde ruimte inneemt als in de oorspronkelijke stand correspondeert met een element van de symmetriegroep van het onbeschilderde object; de standen zijn te onderscheiden door de beschildering (zie de afbeelding). De standen waarin men het object als fysiek object daadwerkelijk kan plaatsen zijn die waarbij men alleen hoeft te draaien; deze corresponderen met de elementen van de chirale versie van de symmetriegroep. Als het object qua vorm achirale symmetrie heeft, kan men de standen die corresponderen met de overige elementen van de symmetriegroep in een spiegel zien.
Voor objecten in een euclidische ruimte met een eindige symmetriegroep geldt dat alle isometrieën van de ruimte die het object in zichzelf afbeelden een gemeenschappelijk dekpunt hebben. Deze isometrieën worden verder geheel bepaald door hun restrictie tot de eenheidssfeer om dat dekpunt. Bij een vast dekpunt komen daarom alle symmetriegroepen 1-op-1 overeen met die op de eenheidssfeer: in 1D twee punten, in 2D een cirkel en in 3D een boloppervlak. Rotatiesymmetrie in 2D wordt dan geheel bepaald door de orde ervan, in 3D mede door de rotatie-as, en daarmee door een tweetal antipodale punten op het boloppervlak.

### Eén dimensie
De symmetriegroepen zijn de triviale groep (geen symmetrie) en de groep van orde 2 die bestaat uit de identieke afbeelding en een puntspiegeling. In de notatie van orthogonale groepen zijn dit {\displaystyle SO(1)} en {\displaystyle O(1)}.

### Twee dimensies
Van een chirale figuur is de symmetriegroep de cyclische groep {\displaystyle C_{n}} van orde {\displaystyle n}, corresponderend met rotatiesymmetrie van orde {\displaystyle n} t.o.v. een punt ({\displaystyle n=1,2,3,\ldots }). Het geval {\displaystyle n=1} geldt voor een figuur zonder symmetrie.
Van de overige figuren is de symmetriegroep de dihedrale groep {\displaystyle D_{n}} van orde {\displaystyle 2n} ({\displaystyle n=1,2,3,\ldots }). Er zijn {\displaystyle n} spiegels, die hoeken maken van {\displaystyle 180^{\circ }/n}. Als {\displaystyle n} oneven is, verkrijgt men deze uit één spiegel door steeds te draaien over de hoek corresponderend met de rotatiesymmetrie: {\displaystyle 360^{\circ }/n}. Als {\displaystyle n} even is, krijgt men op deze wijze maar de helft van de spiegels, doordat men na {\displaystyle n/2} draaiingen weer de oorspronkelijke spiegel krijgt. De overige spiegels zitten hier tussenin. Het geval {\displaystyle n=1} geldt voor een figuur met alleen enkelvoudige spiegelsymmetrie.
Voorbeelden van figuren met als symmetriegroep de dihedrale groep zijn de regelmatige veelhoeken. Voorbeelden van chirale figuren zijn die zonder symmetrie ({\displaystyle n=1}) en die met een S-vorm ({\displaystyle n=2}); voor {\displaystyle n>2} zijn ze iets minder eenvoudig en gebruikelijk, voorbeelden zijn de verkeersborden voor een rotonde, en het hakenkruis.

### Drie dimensies

#### Voorbeeld

Symmetriegroep van een regelmatig viervlak
180°
120°

Een regelmatig viervlak kan door middel van rotatie in twaalf verschillende posities worden geplaatst. Deze worden hiernaast in een cyclische graaf geïllustreerd, die het regelmatige viervlak door de twaalf posities permuteren. Deze twaalf rotaties vormen de symmetrische rotatiegroep van het viervlak.

#### Indeling
De volgende soorten isometrie kunnen voorkomen in eindige symmetriegroepen:
- zonder verandering van oriëntatie, in de zin van "zonder spiegeling"
  - identieke afbeelding (zit er altijd in)
  - draaiing om een as over een hoek die een rationaal getal maal 360° is
- met verandering van oriëntatie:
  - spiegeling in een vlak
  - draaiing om een as over een hoek die een rationaal getal maal 360° is en een spiegeling in een vlak loodrecht op die as

Er zijn zeven reeksen symmetriegroepen, met indices {\displaystyle n=1,2,3,\ldots }) en zeven aparte.
De symmetriegroepen in de zeven reeksen met {\displaystyle n=3,4,5,\ldots } zijn de symmetriegroepen met één as van rotatiesymmetrie van een orde groter dan twee, en wel van orde n. De zeven aparte hebben er meer, ze hebben alle zeven meerdere assen van rotatiesymmetrie van orde 3, in drie gevallen ook van orde 4, en in twee gevallen niet van orde 4 maar wel van orde 5. Verder zijn er enkele symmetriegroepen zonder rotatiesymmetrie van een orde groter dan twee, ze vallen onder de zeven reeksen, met {\displaystyle n=1} en {\displaystyle n=2}, maar het zijn er 10 in plaats van 14, want 8 zijn er twee aan twee hetzelfde. Meer mogelijkheden zijn er voor eindige symmetriegroepen niet, dus als er bijvoorbeeld een as van rotatiesymmetrie van orde 6 is dan is er geen andere as van rotatiesymmetrie van een orde groter dan twee; verder bestaat er bijvoorbeeld geen eindige symmetriegroep met een as van rotatiesymmetrie van orde 4 en een andere van orde 5.
Als een veelvlak waarvan de zijvlakken regelmatige veelhoeken zijn, dient als voorbeeld voor een achirale symmetrie(groep) dan kan men een voorbeeld van de chirale versie van de symmetriegroep construeren door voor een of meer van de van toepassing zijnde waarden van {\displaystyle n} elk zijvlak dat een regelmatige {\displaystyle n}-hoek is te voorzien van dezelfde chirale figuur met rotatiesymmetrie van orde {\displaystyle n}, in steeds dezelfde stand ten opzichte van de {\displaystyle n}-hoek. Alle chirale symmetrie blijft dan intact, terwijl alle achirale vervalt.

#### Zeven reeksen

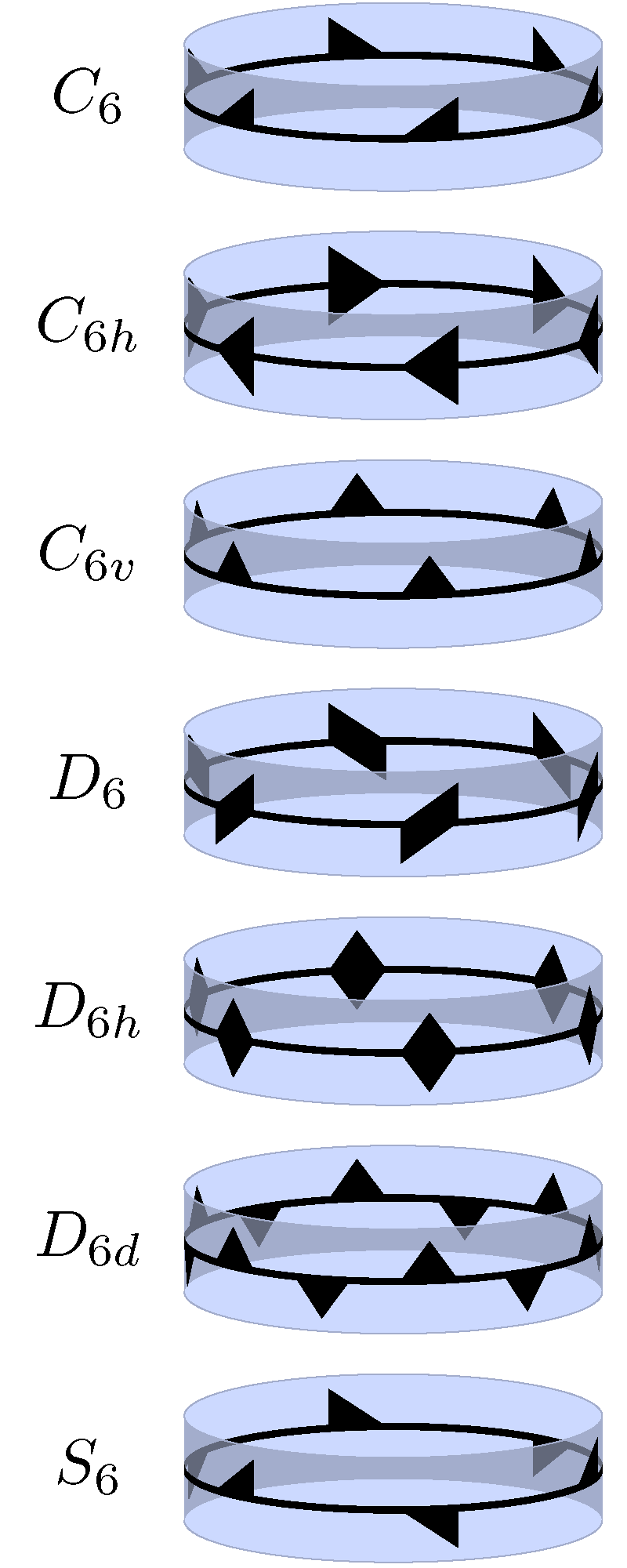
Voorbeelden voor

De symmetriegroepen in de zeven reeksen zijn gerelateerd aan de zeven strookpatroongroepen, met rotatie in plaats van translatie. In dezelfde volgorde als de strookpatroongroepen zijn dit (met voorbeelden):
- Met chirale versie {\displaystyle C_{n}}:
  - {\displaystyle C_{n}}[7] (orde {\displaystyle n}): een ronde plaat met op één zijde een figuur met rotatiesymmetrie van orde {\displaystyle n}. Het draaiende deel van een windturbine / propeller / scheepsschroef / ventilator e.d. met {\displaystyle n} bladen heeft ook vaak deze symmetrie (geen extra symmetrie)
  - {\displaystyle S_{2n}} (orde {\displaystyle 2n})[8][9]: een ronde plaat met op één zijde een figuur met rotatiesymmetrie van orde {\displaystyle n} en op de andere zijde, gezien vanaf dezelfde zijde dezelfde figuur maar dan {\displaystyle 180^{\circ }/n} gedraaid; voor oneven {\displaystyle n} geldt {\displaystyle S_{2n}=C_{n}\oplus C_{i}}; de groep is cyclisch en wordt voortgebracht door een draaispiegeling; de notatie {\displaystyle S_{2n}} betekent niet dat als speciaal geval een even subscript wordt genomen: {\displaystyle S_{n}} met oneven {\displaystyle n} bestaat bij de hier gebruikte notatieconventie niet
  - {\displaystyle C_{nh}=C_{n}\oplus C_{s}}[10] (orde {\displaystyle 2n}): een ronde plaat met door en door een figuur met rotatiesymmetrie van orde {\displaystyle n};[11] voor even {\displaystyle n} geldt ook {\displaystyle C_{nh}=C_{n}\oplus C_{i}}
  - {\displaystyle C_{nv}} (orde {\displaystyle 2n}): een ronde plaat met op één zijde een figuur met symmetrie {\displaystyle D_{n}}; een regelmatige piramide (orde als voor de figuur / het grondvlak; er is geen extra symmetrie)
- Met chirale versie {\displaystyle D_{n}}[12]:
  - {\displaystyle D_{n}} (orde {\displaystyle 2n}): een ronde plaat met op beide zijden dezelfde figuur met rotatiesymmetrie van orde {\displaystyle n}
  - {\displaystyle D_{nd}} (orde {\displaystyle 4n}): een ronde plaat met op één zijde een figuur met symmetrie {\displaystyle D_{n}} en op de andere zijde dezelfde figuur maar dan {\displaystyle 180^{\circ }/n} gedraaid; een regelmatig antiprisma; voor oneven {\displaystyle n} geldt {\displaystyle D_{nd}=D_{n}\oplus C_{i}}
  - {\displaystyle D_{nh}=C_{nv}\oplus C_{i}}(orde {\displaystyle 4n}): een ronde plaat met door en door een figuur met symmetrie {\displaystyle D_{n}}; een regelmatig prisma; een regelmatige bipiramide; voor even {\displaystyle n} geldt ook {\displaystyle D_{nh}=D_{n}\oplus C_{i}}.

Van alle johnsonlichamen is de symmetriegroep in deze categorieën met {\displaystyle n=1,2,3,4,5}.

#### Symmetriegroepen zonder rotatiesymmetrie van een orde groter dan twee
Voor {\displaystyle n=1} en {\displaystyle n=2} geeft het bovenstaande 14 gevallen waarvan er 8 twee aan twee gelijk zijn, dus 10 verschillende, als volgt. Bij twee gelijke is per notatie een voorbeeld gegeven dat overeenkomt met het boven gegeven voorbeeld.
Met chirale versie {\displaystyle C_{1}}:
- {\displaystyle C_{1}} (orde 1) een ronde plaat met op één zijde een asymmetrische figuur (chiraal)
- {\displaystyle C_{i}} (= {\displaystyle S_{2}}) (orde 2): een ronde plaat met op één zijde een asymmetrische figuur en op de andere zijde, gezien vanaf dezelfde zijde dezelfde figuur maar dan 180° gedraaid (puntsymmetrie, de groep voortgebracht door puntspiegeling)
- {\displaystyle C_{s}} (= {\displaystyle C_{1h}=C_{1v}}) (orde 2), spiegelsymmetrie; twee voorbeelden van deze symmetrie:
  - {\displaystyle C_{1h}}: een ronde plaat met door en door een asymmetrische figuur
  - {\displaystyle C_{1v}}: een ronde plaat met op één zijde een figuur met spiegelsymmetrie

Met chirale versie {\displaystyle C_{2}}:
- {\displaystyle C_{2}} (= {\displaystyle D_{1}}) (orde 2): rotatiesymmetrie van orde 2; twee voorbeelden van deze symmetrie:
  - {\displaystyle C_{2}}: een ronde plaat met op één zijde een figuur met rotatiesymmetrie van orde 2
  - {\displaystyle D_{1}}: een ronde plaat met op beide zijden dezelfde asymmetrische figuur
- {\displaystyle S_{4}} (orde 4): een ronde plaat met op één zijde een figuur met rotatiesymmetrie van orde 2 en op de andere zijde, gezien vanaf dezelfde zijde dezelfde figuur maar dan 90° gedraaid[13]
- {\displaystyle C_{2v}/D_{1h}} (orde 4): twee loodrechte spiegels, wat impliceert dat de snijlijn een rotatie-as van orde 2 is, twee dezelfde:
  - {\displaystyle C_{2v}}: een ronde plaat met op één zijde een figuur met symmetrie {\displaystyle D_{2n}}
  - {\displaystyle D_{1h}}: een ronde plaat met door en door een figuur met spiegelsymmetrie
- {\displaystyle C_{2h}=C_{2}\oplus C_{i}} (= {\displaystyle D_{1d}}) (orde 4): een rotatie-as van orde 2 loodrecht op een spiegel, twee dezelfde:
  - {\displaystyle C_{2h}}: een ronde plaat met door en door een figuur met rotatiesymmetrie van orde 2
  - {\displaystyle D_{1d}}: een ronde plaat met op één zijde een figuur met spiegelsymmetrie en op de andere zijde dezelfde figuur maar dan 180° gedraaid

Met chirale versie {\displaystyle D_{2}}:
- {\displaystyle D_{2}=C_{2}\oplus C_{2}} (orde 4): een ronde plaat met op beide zijden dezelfde figuur met rotatiesymmetrie van orde 2 (chiraal)
- {\displaystyle D_{2d}} (orde 8): een ronde plaat met op één zijde een rechthoek en op de andere zijde dezelfde rechthoek maar dan 90° gedraaid
- {\displaystyle D_{2h}=C_{s}\oplus C_{s}\oplus C_{s}=D_{2}\oplus C_{i}} (orde 8): een rechthoekige plaat

#### Polyhedrale symmetrie
Er zijn zeven symmetriegroepen met meer dan één as van rotatiesymmetrie van een orde groter dan twee. Deze corresponderen met symmetrieën die soms gezamenlijk worden aangeduid als polyhedrale symmetrie.
Van de drie symmetriegroepen met assen van rotatiesymmetrie van orde 3 zonder assen van hogere orde corresponderen er twee met tetrahedrale symmetrie, de volledige versie {\displaystyle T_{d}} en chirale versie {\displaystyle T}. De orde van deze twee groepen is 24 en 12. {\displaystyle T_{d}} is de symmetrie van het regelmatige viervlak en een archimedisch lichaam, de afgeknotte tetraëder. {\displaystyle T_{d}} is algebraïsch de symmetrische groep {\displaystyle S_{4}}, want de elementen van {\displaystyle T_{d}} komen 1-op-1 overeen met de permutaties van de 4 hoekpunten. {\displaystyle T} is algebraïsch de alternerende groep {\displaystyle A_{4}}, want de elementen van {\displaystyle T} komen 1-op-1 overeen met de even permutaties van de 4 hoekpunten. De derde, {\displaystyle T_{h}}, is pyritohedrale symmetrie, dit is de symmetrie van een kubus met op elk zijvlak een lijnstuk dat de middens van twee tegenover elkaar liggende zijden verbindt, zodanig dat zulke lijnstukken elkaar niet raken. De orde is 24. {\displaystyle T_{h}=T\oplus C_{i}} en dus algebraïsch {\displaystyle A_{4}\times C_{2}}. De groep {\displaystyle T} is niet alleen de chirale versie van {\displaystyle T_{d}} maar ook van {\displaystyle T_{h}}.
De twee symmetriegroepen met assen van rotatiesymmetrie van orde 3 en assen van orde 4 corresponderen met octahedrale symmetrie, de volledige versie {\displaystyle O_{h}} en chirale versie {\displaystyle O} zoals in de symmetriegroep van de kubus). De orde van deze twee groepen is 48 en 24. {\displaystyle O_{h}} is de symmetrie van de kubus, de octaëder en vijf archimedische lichamen. Twee archimedische lichamen, namelijk de beide versies van de stompe kubus, zijn chiraal met {\displaystyle O} als totale symmetriegroep. {\displaystyle O} is algebraïsch de symmetrische groep {\displaystyle S_{4}}, waarbij de elementen 1-op-1 overeenkomen met de permutaties van de lichaamsdiagonalen van de kubus {\displaystyle O_{h}=O\oplus C_{i}} en dus algebraïsch {\displaystyle S_{4}\times S_{2}}. Naast {\displaystyle O} zijn ook {\displaystyle T_{d}} en {\displaystyle T_{h}} (en dus {\displaystyle T}) subgroepen van {\displaystyle O_{h}}. De groep {\displaystyle T} is een subgroep van O. De groepen {\displaystyle O_{h}}, {\displaystyle O}, {\displaystyle T_{d}}, {\displaystyle T_{h}} en {\displaystyle T} zijn de symmetriegroepen van de kubus met:
- voor {\displaystyle O_{h}} blanco zijden
- voor {\displaystyle O} op elk zijvlak dezelfde chirale figuur met rotatiesymmetrie van orde 4
- voor {\displaystyle T_{d}} op elk zijvlak een diagonaal zo dat die samen een tetraëder vormen
- voor {\displaystyle T_{h}} op elk zijvlak een lijnstuk dat de middens van twee tegenover elkaar liggende zijden verbindt, zodanig dat zulke lijnstukken elkaar niet raken
- voor {\displaystyle T} zowel het bij {\displaystyle T_{d}} als {\displaystyle T_{d}} genoemde

De twee symmetriegroepen met assen van rotatiesymmetrie van orde 3 en assen van orde 5 corresponderen met icosahedrale symmetrie (volledige versie {\displaystyle I_{h}} en chirale versie {\displaystyle I}). De orde is 120, resp. 60. {\displaystyle I_{h}} is de symmetrie van het regelmatige twaalfvlak, regelmatige twintigvlak, vijf archimedische lichamen waaronder de als voetbal zeer bekende afgeknotte icosaëder, en alle vier de kepler-poinsot-lichamen. Twee archimedische lichamen, namelijk de beide versies van de stompe dodecaëder, zijn chiraal met {\displaystyle I} als totale symmetriegroep. {\displaystyle I} is algebraïsch {\displaystyle A_{5}} (de even permutaties van 5 elementen). De 20 hoekpunten van een twaalfvlak kunnen namelijk op twee manieren over 5 groepen van 4 worden verdeeld die elk de hoekpunten vormen van een regelmatig viervlak. De elementen van {\displaystyle I} corresponderen 1-op-1 met de even permutaties van de 5 regelmatige viervlakken. {\displaystyle I_{h}=I\oplus C_{i}}, dus algebraïsch {\displaystyle A_{5}\times C_{2}}.

#### Eigenschappen en aantallen
Het aantal symmetriegroepen van orde {\displaystyle k} is, zoals uit het bovenstaande volgt, 7 voor {\displaystyle k} een viervoud, 1 voor {\displaystyle k} een viervoud plus 1, 5 voor {\displaystyle k} een viervoud plus 2 en 1 voor {\displaystyle k} een viervoud plus 3,  met als uitzonderingen voor {\displaystyle k} = 2, 4, 12, 24, 48, 60. 120 resp. 3, 5, 8, 10, 8, 8, 8 (waarvan chiraal resp. 2, 1, 2, 1 en 1, 2, 3, 3, 2, 3, 2).
Cyclisch, dus abels, zijn {\displaystyle C_{n},S_{2n}}, en {\displaystyle C_{nh}} voor oneven {\displaystyle n}. Ook abels zijn {\displaystyle C_{nh}} voor even {\displaystyle n} {\displaystyle C_{n}\oplus C_{s},\ \ D_{2}(C_{2}\oplus C_{2}),\ \ C_{2v}/D_{1h}(C_{s}\oplus C_{s})} en {\displaystyle D_{2h}(C_{s}\oplus C_{s}\oplus C_{s})}.
Voor {\displaystyle k} een viervoud plus 0, 1, 2 of 3 is het aantal cyclische symmetriegroepen van orde {\displaystyle k} dus respectievelijk 2, 1, 3 of 1 en het aantal abelse symmetriegroepen van orde {\displaystyle k} resp. 3, 1, 3 of 1, met als uitzonderingen voor {\displaystyle k=4,8} en 5, 4.
Anders gerangschikt:
- Voor oneven {\displaystyle k} is er één symmetriegroep. Deze is cyclisch, dus abels, en chiraal.
- Voor {\displaystyle k} een viervoud plus 2 zijn er vijf symmetriegroepen, drie voor {\displaystyle k=2}:
  - een is cyclisch en chiraal
  - twee zijn cyclisch en achiraal
  - een is niet-abels en chiraal, niet voor {\displaystyle k=2}
  - een is niet-abels en achiraal, niet voor {\displaystyle k=2}
- Voor {\displaystyle k} een viervoud zijn er zeven symmetriegroepen, vijf voor {\displaystyle k=4}, acht voor {\displaystyle k=12,48,60,120}, tien voor {\displaystyle k=24}:
  - een is cyclisch en chiraal
  - een is cyclisch en achiraal
  - een is niet-abels en chiraal, voor {\displaystyle k=12,24,60}, twee en voor {\displaystyle k=4} is de groep niet-cyclisch maar wel abels
  - een is niet-cyclisch maar wel abels, en achiraal, twee voor {\displaystyle k=4,8}
  - drie zijn niet-abels en achiraal, niet voor {\displaystyle k=4}, twee voor {\displaystyle k=8}, vier voor {\displaystyle k=48,120}, vijf voor {\displaystyle k=24}

De kleinste abstracte groepen die van geen enkele symmetriegroep de abstracte structuur is, zijn {\displaystyle C_{3}\times C_{3}} en de dicyclische groepen {\displaystyle \mathrm {Dic} _{2}}, dat is de quaternionengroep, en {\displaystyle \mathrm {Dic} _{3}}.
Er zijn twee symmetriegroepen met een even aantal elementen zonder ondergroep met de helft van het aantal elementen: {\displaystyle T} en {\displaystyle I}.

### Algebraïsche groepen met unieke symmetriegroep
Algebraïsche groepen van eindige symmetriegroepen in één dimensie, twee dimensies en drie dimensies zijn dat per dimensie van een unieke symmetriegroep, behoudens translatie en rotatie, bij alle symmetriegroepen in één dimensie en twee dimensies, en bij de volgende in drie dimensies (tussen haakjes staan de abstracte groepen):
- {\displaystyle C_{2n+1}} ({\displaystyle Z_{2n+1}}, orde {\displaystyle 2n+1})
- {\displaystyle C_{2nh}=C_{2n}\oplus C_{s}} vanaf {\displaystyle n=2} ({\displaystyle Z_{2n}\times Z_{2}}, orde {\displaystyle 4n}):
  - {\displaystyle C_{4nh}=C_{4n}\oplus C_{s}} ({\displaystyle Z_{4n}\times Z_{2}}, orde {\displaystyle 8n})
  - {\displaystyle C_{(4n+2)h}=C_{4n+2}\oplus C_{s}} vanaf {\displaystyle n=1} ({\displaystyle Z_{4n+2}\times Z_{2}=Z_{2n+1}\times Z_{2}^{2}}, orde {\displaystyle 8n+4})
- {\displaystyle D_{2nh}=C_{2nv}\oplus C_{s}} ({\displaystyle \mathrm {Dih} _{2n}\times Z_{2}}, orde {\displaystyle 8n}):
  - {\displaystyle D_{4nh}=C_{4nv}\oplus C_{s}} ({\displaystyle \mathrm {Dih} _{4n}\times Z_{2}}, orde {\displaystyle 16n})
  - {\displaystyle D_{(4n+2)h}=C_{4n+2}\oplus C_{s}} ({\displaystyle \mathrm {Dih} _{4n+2}\times Z_{2}=\mathrm {Dih} _{2n+1}\times Z_{2}^{2}}, orde {\displaystyle 16n+8})
- {\displaystyle T} (alternerende groep {\displaystyle A_{4}}, orde 12)
- {\displaystyle T_{h}=T\oplus C_{i}} ({\displaystyle A_{4}\times Z_{2}}, orde 24)
- {\displaystyle O_{h}=O\oplus C_{i}} ({\displaystyle S_{4}}{\displaystyle \times Z_{2}}, orde 48)
- {\displaystyle I} (alternerende groep {\displaystyle A_{5}}, orde 60)
- {\displaystyle I_{h}=I\oplus C_{i}} ({\displaystyle A_{5}\times Z_{2}}, orde 120)

Bij de overige eindige symmetriegroepen impliceert de abstracte groep niet eenduidig de symmetriegroep.

## Oneindige symmetriegroepen
Een symmetriegroep heeft aftelbaar oneindig veel elementen o.m. als er translaties bij zijn, zie ook strookpatroongroep en behangpatroongroep.
Een symmetriegroep met overaftelbaar veel elementen is in twee dimensies bijvoorbeeld de symmetriegroep corresponderend met cirkelsymmetrie, de orthogonale groep {\displaystyle O(2)}. Een ander voorbeeld is die waarbij in één richting niets verandert. Het zijn voorbeelden in twee dimensies van continue symmetrie.
Symmetriegroepen met overaftelbaar veel elementen zijn in drie dimensies bijvoorbeeld cilindersymmetrie en bolsymmetrie. Het zijn voorbeelden in drie dimensies van continue symmetrie.
Een ander voorbeeld is de symmetriegroep die een schroefdraaiing om een bepaalde as bevat, en wel, gezien vanuit een bepaald punt op de as, draaiing met de klok mee over een hoek {\displaystyle \alpha }, in combinatie van een translatie van de waarnemer af over een afstand {\displaystyle t\alpha }, en dat voor iedere {\displaystyle \alpha }. Bij positieve {\displaystyle t} is dit rechtsdraaiende schroefsymmetrie, bij negatieve {\displaystyle t} linksdraaiend. Het is de symmetrie van een helix en van een naar twee kanten oneindige cilindervormige schroef (zonder kop). Bij een rechtsdraaiende schroef die verticaal wordt gehouden lopen de groeven van de zijkant gezien van linksonder naar rechtsboven, en als hij horizontaal wordt gehouden van rechtsonder naar linksboven. Bij een linksdraaiende schroef is dit andersom. Een fundamenteel domein van de symmetrie is een willekeurig vlak loodrecht op de as.
In de aftelbare variant van deze symmetrie neemt {\displaystyle \alpha } als waarden alleen veelvouden van een vaste hoek tussen 0° en 180° aan.

## Tussenvormen tussen discrete en continue symmetrie
Als het gaat om visuele symmetrie kunnen bepaalde tussenvormen tussen discrete en continue symmetrie buiten beschouwing worden gelaten, zoals met een symmetriegroep die in een bepaalde richting willekeurig kleine, maar niet alle translaties bevat, of ten opzichte van een bepaald punt willekeurig kleine, maar niet alle rotaties. Voor een symmetriegroep {\displaystyle G} kan men daarbij formeel het criterium hanteren of voor elk punt {\displaystyle x} de verzameling {\displaystyle \{g\cdot x\mid g\in G\}} een gesloten verzameling is. Bij de "tussenvormen" is dat niet het geval. Als deze buiten beschouwing worden gelaten worden overzichten van alle symmetriegroepen voor een bepaalde ruimte eenvoudiger.
Een voorbeeld van een "tussenvorm" voor de eendimensionale ruimte {\displaystyle \mathbb {R} } is de translatiegroep voortgebracht door translaties met afstand 1 en √2. De verzameling translatie-afstanden is aftelbaar, maar ligt dicht in {\displaystyle \mathbb {R} }. Deze verzameling is dus niet gesloten. Deze translatiegroep is bijvoorbeeld de symmetriegroep van {\displaystyle \{m+n{\sqrt {2}}+p{\sqrt {3}}\mid m,n\in \mathbb {Z} ,p\in \{0,1,3\}\}}.

## Symmetriegroepen in één dimensie en twee dimensies, uitgezonderd de tussenvormen
Als de tussenvormen buiten beschouwing worden gelaten blijven voor de eendimensionale ruimte {\displaystyle \mathbb {R} } de volgende symmetriegroepen over:
- triviale groep
- groep isomorf met de cyclische groep {\displaystyle \mathbb {Z} /2\mathbb {Z} }
- groepen isomorf met {\displaystyle \mathbb {Z} } (een voor elke positieve translatie-afstand)
- groepen isomorf met de symmetriegroep van {\displaystyle \mathbb {Z} } (oneindige dihedrale groep), met als parameter de positieve translatie-afstand (de spiegelpunten hebben een onderlinge afstand van de halve translatie-afstand)
- isometriegroep van {\displaystyle \mathbb {R} }

De groep van alle translaties is van geen enkel object de symmetriegroep.
Voor het vlak {\displaystyle \mathbb {R} ^{2}} blijven de volgende symmetriegroepen over, zie ook boven:
- triviale groep
- groepen isomorf met de cyclische groep {\displaystyle \mathbb {Z} /n\mathbb {Z} }, met als parameter {\displaystyle n=2,3,\ldots } (rotatiesymmetrie van orde n).
- groepen isomorf met de dihedrale groep van orde {\displaystyle 2n}, met als parameter {\displaystyle n=2,3,\ldots } (de spiegels gaan door het draaipunt en maken een onderlinge hoek van 180 graden gedeeld door {\displaystyle n})
- groep van alle rotaties om een punt en alle spiegelingen met een spiegel door dat punt, het is de symmetriegroep van cirkelsymmetrie ten opzichte van dat punt
- groepen van het type strookpatroongroep, met per strookpatroongroep als parameter de translatieafstand
- groepen van het type behangpatroongroep, met afhankelijk van de behangpatroongroep nog een of meer parameters
- groepen die de directe som zijn van de symmetriegroep van {\displaystyle \mathbb {R} } (voor één richting) en een van de bovengenoemde symmetriegroepen voor {\displaystyle \mathbb {R} } (voor de richting loodrecht daarop)

Onder meer de groep van alle rotaties om een punt is van geen enkel object de symmetriegroep.

## Objecten met minder dimensies dan de euclidische ruimte
De symmetriegroep van een object dat zich uitstrekt over een verzameling van twee of meer punten op een rechte lijn hangt volgens bovenstaande definitie ervan af of het een object in bijvoorbeeld de een-, twee- of driedimensionale euclidische ruimte is. Vergeleken met de symmetrie van het object als object in de eendimensionale euclidische ruimte komt er als object in de tweedimensionale euclidische ruimte spiegelsymmetrie in de betreffende lijn bij, en als object in de driedimensionale euclidische ruimte meer spiegelsymmetrie en ook rotatiesymmetrie met de betreffende lijn als as. De symmetriegroep van het object op zich is de symmetriegroep van dit object in de verzameling waarover dit object zich uitstrekt, met de geïnduceerde metriek. Deze symmetriegroep komt in het voorbeeld in essentie overeen met die van het object in de eendimensionale euclidische ruimte (niet alleen algebraïsch isomorf, maar ook qua meetkundige aspecten).
In plaats van rechtstreeks kan de symmetriegroep van een object in een euclidische ruimte ook worden gedefinieerd uitgaande van de genoemde definitie van de symmetriegroep van een object op zich, en wel door het geheel van het object en de rest van de ruimte als nieuw object te beschouwen (zoals bij een afbeelding een egale achtergrond wel of niet tot de afbeelding gerekend kan worden).

## Scheikunde
De moleculaire symmetrie van een molecuul of van een rooster verwijst naar de symmetriegroep van dat molecuul of rooster en bepaalt de daaruit voortvloeiende eigenschappen. Als er in deze symmetriegroep alleen directe isometrieën voorkomen heet het molecuul of rooster chiraal. In een chiraal molecuul of rooster komen dus geen spiegelingen voor die het hetzelfde laten.